# Andrenosoma sexpunctata
Andrenosoma sexpunctata là một loài ruồi trong họ Asilidae. Andrenosoma sexpunctata được Williston miêu tả năm 1901. Loài này phân bố ở vùng Tân nhiệt đới.